# Aeroportul Muskrat Dam
Aeroportul Muskrat Dam (IATA: MSA, ICAO: CZMD) este un aeroport din Ontario, Canada.
Situat la o altitudine de 278 m, aeroportul dispune de o singură pistă. Este operat de Government of Ontario⁠(d).